# Bob Schnelker
(en) Statistiques sur pro-football-reference
Robert Bernard Schnelker, né le 17 octobre 1928 à Galion et mort le 16 décembre 2016 à Naples, est un joueur et entraîneur américain de football américain. 

## Enfance
Schnelker étudie à la Upper Sandusky High School d'Upper Sandusky de 1942 à 1946 où il joue dans les équipes de différents sports avant de s'inscrire à l'université d'État de Bowling Green dans laquelle il est recruté pour jouer avec l'équipe de basket-ball.

## Carrière

### Université
Le natif de l'Ohio se détourne du basket pour se tourner vers le football américain et l'athlétisme lors de son cursus universitaire,. En football, Schnelker reçoit cinquante-trois passes et marque seize touchdowns, recevant à deux reprises les honneurs de l'État de l'Ohio (All-State),.

### Professionnel et entraîneur
Bob Schnelker est sélectionné au vingt-neuvième tour de la draft 1950 de la NFL par les Browns de Cleveland au 377e choix. Rejoignant les Marines, le joueur met sa carrière de côté et joue pendant deux ans avec l'équipe de football des Marines de Parris Island. Après son service, il signe avec les Eagles de Philadelphie en 1953 mais joue très peu et est échangé aux Giants de New York l'année suivante. Avec cette équipe, il remporte le championnat NFL de 1954 et figure à deux reprises dans le Pro Bowl, en 1958 et 1959. Il termine sa carrière par des passages très courts du côté des Vikings du Minnesota, marquant le premier touchdown de l'histoire de la franchise sur une passe de Fran Tarkenton, contre les Steelers de Pittsburgh,.
Après un premier poste d'assistant chez les Rams de Saint-Louis, Schnelker intègre le staff de Vince Lombardi, qu'il a connu chez les Giants, comme entraîneur des receveurs et remporte les Super Bowl I et Super Bowl II. Il sert ensuite sous les ordres de Phil Bengtson et Dan Devine avant d'enchaîner sur des passages du côtés des Chargers de San Diego, des Dolphins de Miami ou encore des Chiefs de Kansas City.
En 1978, Schnelker est l'un des premiers adjoints nommés par l'entraîneur Monte Clark chez les Lions de Detroit. Après une catastrophique saison 1979, Détroit récupère le premier tour de la draft 1980 de la NFL Billy Sims et Schnelker s'appuiera sur les compétences du jeune joueur pour développer le jeu à la course. Il retourne ensuite chez les Packers de Green Bay où il devient coordinateur offensif et reçoit dans ses mains de futures légendes comme James Lofton, Lynn Dickey, Larry McCarren ou encore Greg Koch. De 1986 à 1990, il sert de coordinateur offensif à Jerry Burns chez les Vikings du Minnesota avant de s'éloigner des terrains. 
Le 12 décembre 2016, Bob Schnelker est emporté par des complications à la suite d'un cancer.